# АЭС Хейшем
АЭС Хейшем (англ. Heysham nuclear power station) — атомная электрическая станция на северо-западе Англии (Великобритания).
Станция расположена на побережье залива Моркам Ирландского моря близ городка Хейшем в графстве Ланкашир. АЭС состоит из двух отдельно управляемых станций Хейшем А и Хейшем В, по два реактора типа AGR (продвинутый реактор с газовым охлаждением) на каждой станции.

## АЭС Хейшем А
АЭС Хейшем А сооружалась компанией British Nuclear Design & Construction (BNDC), при участии фирм English Electric, Babcock International Group и Taylor Woodrow Construction.
Строительство началось в 1970 году, пуск первого реактора состоялся в 1983 году, второго - в 1984 году. Однако, в начале эксплуатации реакторы работали не на полную мощность, и на 100% уровень вышли только в 1989 году. АЭС Хейшем А будет эксплуатироваться до 2019 года, её генерирующая мощность составляет 1150 МВт.

## АЭС Хейшем В
Строительство АЭС Хейшем 2 началось в 1979 году и производилось консорциумом National Nuclear Corporation (NNC). Станция была запущена в 1988 году. Её генерирующая мощность составляет 1250 МВт. 
АЭС Хейшем В будет эксплуатироваться, по крайней мере, до 2023 года.
18 Октября 2010 года британское правительство объявило, что АЭС Хейшем — один из восьми объектов, которые оно сочло подходящими для строительства будущих атомных станций.

## Информация об энергоблоках
| Энергоблок | Тип реакторов | Мощность | Мощность | Начало строительства | Физпуск    | Подключение к сети | Ввод в эксплуатацию | Закрытие |
| Энергоблок | Тип реакторов | Чистый   | Брутто   | Начало строительства | Физпуск    | Подключение к сети | Ввод в эксплуатацию | Закрытие |
| ---------- | ------------- | -------- | -------- | -------------------- | ---------- | ------------------ | ------------------- | -------- |
| Хейшем А-1 | AGR           | 580 МВт  | 625 МВт  | 01.12.1970           | 06.04.1983 | 09.07.1983         | 01.04.1989          | —        |
| Хейшам А-2 | AGR           | 575 МВт  | 625 МВт  | 01.12.1970           | 03.06.1984 | 11.10.1984         | 01.04.1989          | —        |
| Хейшем В-1 | AGR           | 610 МВт  | 680 МВт  | 01.08.1980           | 23.06.1988 | 12.07.1988         | 01.04.1989          | —        |
| Хейшам В-2 | AGR           | 610 МВт  | 680 МВт  | 01.08.1980           | 01.11.1988 | 11.11.1988         | 01.04.1989          | —        |

## Интересный факт
На протяжении почти 30 лет электростанция остаётся самой мощной АЭС Великобритании.